# Evald Brønlund
Evald Niels Simon Brønlund (* 23. Juni 1949 in Kangersittuaq) ist ein grönländischer Politiker (Inuit Ataqatigiit).

## Leben
Evald Brønlund ist der Sohn des Jägers Jonas Brønlund und seiner Frau Domilia († 1982). Er heiratete am 26. Dezember 1979 die Altenheimleiterin Karola Iversen (* 1959).
Er besuchte von 1963 bis 1965 die Efterskole in Qaqortoq. 1968 machte er sein Handelsexamen in Ikast, gefolgt vom Höheren Handelsexamen ebendort 1972. Anschließend begann er bei Den Kongelige Grønlandske Handel und dessen Nachfolger KNI in Ittoqqortoormiit, Aasiaat und Sisimiut zu arbeiten und wurde 1988 Arbeitsleiter bei Royal Greenland. Von Ende der 1980er bis Anfang der 1990er Jahre und ab 1999 war er lokal als Gewerkschaftsvorsitzender tätig.
Er saß von 1983 bis 1988 für die Atassut im Rat der Gemeinde Ittoqqortoormiit. 1991 trat er für die Inuit Ataqatigiit als Erster Stellvertreter für Evald Napãtôĸ bei der Parlamentswahl an, der aber nicht gewählt wurde. 1993 trat er erneut bei der Kommunalwahl an und wurde wieder für vier Jahre in den Gemeinderat gewählt und zum Vizebürgermeister ernannt. Bei der Parlamentswahl 1995 trat er als Erster Stellvertreter für Jens Napaattooq an, der gewählt wurde, aber für unwählbar erklärt, sodass Evald Brønlund seinen Parlamentssitz im Inatsisartut übernahm. Bei der Parlamentswahl 1999 trat er erneut an, verpasste einen Sitz aber deutlich. Anschließend trat er nicht mehr bei Parlamentswahlen an. 2005 wurde er noch einmal Vizebürgermeister für die letzte Periode vor der Verwaltungsreform 2009. Anschließend beendete er seine politische Karriere.
Am 11. März 2005 wurde er mit dem Nersornaat in Silber ausgezeichnet.